# Râul Pojaru, Gârda Seacă
Râul Pojaru este un afluent al râului Gârda Seacă. 

## Hărți
- Harta județul Alba
- Harta munții Apuseni
- Harta munții Bihor-Vlădeasa  Arhivat în 9 iunie 2008, la Wayback Machine.
- Harta Munții Bihor